# Jean Baptiste Peeters

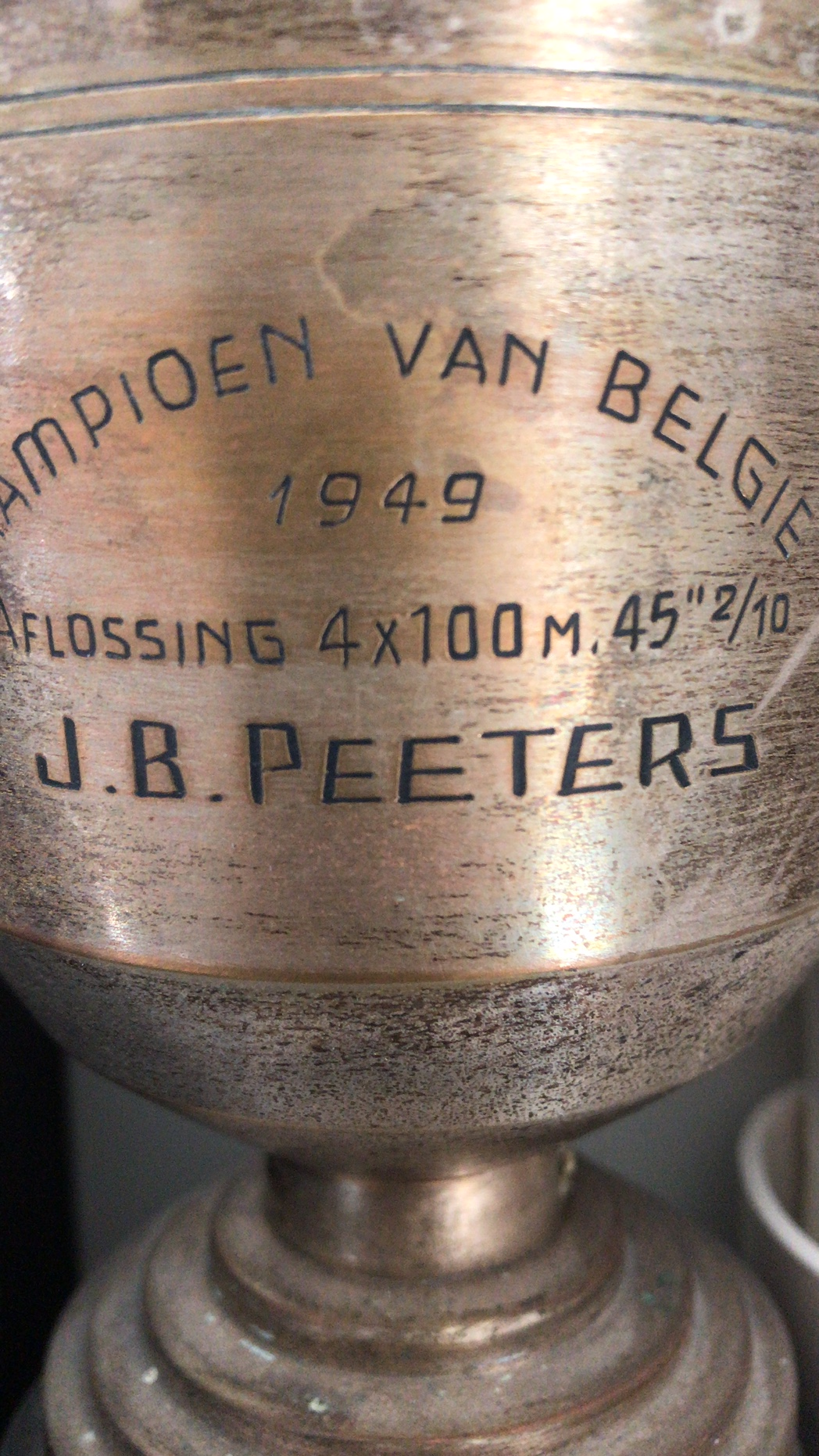
Fragment van de beker "Kampioen van België 1949 Aflossing 4×100m"

Jean Baptiste (Jan) Peeters (Burcht, 3 juni 1926 – Zwijndrecht, 17 november 2021) was een Belgisch atleet.

## Sportcarrière
Peeters nam deel aan de Europese kampioenschappen van 1950 in Brussel, waar hij uitkwam op de 400 m en de 4 × 400 m estafette. Zijn teamgenoten bij de estafette waren Albert Lowagie, Oscar Soetewey en Marcel Dits.
Na zijn lagereschooltijd op de Broederschool van Burcht ging hij studeren aan de toenmalige Technische Scholen Londenstraat te Antwerpen, anno 2020 het Technicum Noord-Antwerpen (TNA). Buiten de schooluren werden loopwedstrijden georganiseerd op de piste van Beerschot Vrienden Atletiek Club (BVAC), een atletiekclub die in 1914 werd opgericht. De atletiektrainers, die Peeters vaak het nummer 400 meter zagen winnen, konden hem overtuigen om zich bij den Beerschot aan te sluiten. In die tijd verliep de verplaatsing van Burcht naar Antwerpen eerst met de fiets, daarna met de veerboot over de Schelde en dan weer een eind per fiets. Na de training was het met de fiets aan de hand door de Sint-Annatunnel (toen enkel nog voor voetgangers); voor een veerboot was het te laat. De weg, twee keer per week, van en naar de atletiekclub was een training op zich. Andere dagen oefende hij door 's morgens vroeg op te staan en in de buurt te gaan lopen vooraleer naar school of werk te vertrekken.
Zijn beste prestatie liet hij optekenen in oktober 1949 tijdens de landenwedstrijd Italië-België in Milaan, waar hij de 400 m afklokte op 49,4 seconden waarmee hij de beste Belgische tijd van dat jaar neerzette. Hij liep andere internationale wedstrijden, onder andere in Berlijn, Belgrado, Rijsel, Londen en Eindhoven. Op de 100 m was zijn beste tijd 10,9 seconden, 16,3 seconden op de 150 m, 22,3 op de 200 m en 35,5 seconden op de 300 m. De 400 m bleef zijn favoriete loopafstand.
Ondertussen had hij een aanbieding gekregen om les te geven in de VTS Londenstraat in Antwerpen op voorwaarde dat hij stopte met atletiek. In de aanloop van de Olympische Zomerspelen van 1952 in Helsinki besliste Peeters een punt te zetten achter zijn loopcarrière.

## Palmares

### 400 m
- 1949:  BK AC – 51,3 s
- 1950: 3e in series EK in Brussel – 50,8 s

### 4 × 400 m
- 1950: 4e in series EK in Brussel – 3.19,4

## Erkenning
De turnzaal van de nieuwe Basisschool Sint-Martinus Burcht (simabu), die in 2013 werd geopend, is naar hem vernoemd.